# محمد عتريس
محمد عتريس (17 نوفمبر 1945 - 1 مايو 2008) هو ممثل مصري.

## حياته ونشأته
ولد في إحدى قرى مركز فاقوس التابع لمحافظة الشرقية في عام 1945، قدم العشرات من الأدوار القصيرة في السينما والتليفزيون، وخاصة في الفترة التي ازدهرت فيها صناعة أفلام المقاولات، منها: (الحقونا، اقتل مراتي ولك تحياتي، مسجل خطر، الحب والرعب). توفي عن عمر يناهز 63 عامًا.

## أعماله[5]
زماني على كيفي
2006 - مسلسل
عتريس
آه يا زمن
2005 - مسلسل
شاطيء الخريف
2003 - مسلسل
البحار مندي
2002 - مسلسل
الرجل المنتظر
2002 - مسلسل
السطو بالذاكرة
2002 - سهرة تليفزيونية
أميرة في عابدين
2002 - مسلسل
حلم ابن السبيل
2002 - مسلسل
رحلة مشبوهة
2002 - فيلم
شق الثعبان
2002 - سهرة تليفزيونية
طرح البشر
2002 - مسلسل
طيور الشمس
2002 - مسلسل
مبروك
فارس بلا جواد
2002 - مسلسل
باللو
موعد مع الشهرة
2002 - مسلسل
السيرة الهلالية ج3
2001 - مسلسل
من جيش العميان
أيام السادات
2001 - فيلم
شاويش بالسجن الحربي
تلال الغضب
2001 - مسلسل
خالف تعرف
2001 - مسلسل
ضبط وإحضار
2001 - مسلسل
خادم فيلا الباشا
قسمتي ونصيبي
2001 - مسلسل
نحب عيشة الحرية
2001 - فيلم
أرض الخوف
2000 - فيلم
أغلال ناعمة
2000 - مسلسل
البصمة
2000 - مسلسل
الحب والاختيار
2000 - مسلسل
الفرار من الحب
2000 - مسلسل
الغفير أبو الصاوي
المحاربون
2000 - مسلسل
أمشير
2000 - مسلسل
قاتل أجير
أوبرا عايدة
2000 - مسلسل
مجانص
سوق المتعة
2000 - فيلم
الصول عتريس
عفوا هذا حقي
2000 - مسلسل
قبل السقوط
2000 - سهرة تليفزيونية
لا تقتلوا الحب
2000 - فيلم
مرات جوزي
2000 - مسلسل
ناس من زمن فات
2000 - مسلسل
أحلام سليمان
1999 - مسلسل
أسعد زوج في العالم
1999 - مسلسل
حلم العمر كله
1999 - مسلسل
شيكورونة
1999 - مسلسل
لعبة كل يوم
1999 - مسلسل
لما التعلب فات
1999 - مسلسل
هو وغيره
1999 - مسلسل
أبو خطوة
1998 - فيلم
غفير
إعارة X إعارة
1998 - سهرة تليفزيونية
الحساب
1998 - مسلسل
السيرة الهلالية ج2
1998 - مسلسل
من جيش الزناتي
الضوء الشارد
1998 - مسلسل
إمبراطورية الشر
1998 - فيلم
تاجر سلاح
بنات سعاد هانم
1998 - مسلسل
حارة المعروف
1998 - مسلسل
حبشي في الهواء الطلق
1998 - مسلسل
رد قلبي
1998 - مسلسل
شاويش بالجيش
سعيكم مشكور
1998 - مسلسل
سنوات الشقاء والحب
1998 - مسلسل
يوم عسل يوم بصل
1998 - مسلسل
الخضري
أبناء دهشان
1997 - مسلسل
أصل وخمس صور
1997 - مسلسل
التوأم
1997 - مسلسل
الحاوي
1997 - مسلسل
الدوائر المغلقة
1997 - مسلسل
السرايا
1997 - مسلسل
السيد هيصة
1997 - مسلسل
السيرة الهلالية ج1
1997 - مسلسل
من جيش الزناتي
الماضي يعود الآن
1997 - مسلسل
المتهم البريء
1997 - مسلسل
بريء في ورطة
1997 - مسلسل
عباسية واحد
1997 - مسلسل
طلبة
عوضين وإمبراطورية عين
1997 - مسلسل
فرط الرمان
1997 - مسلسل
هارون الرشيد
1997 - مسلسل
وجاري البحث عن شحتة
1997 - مسلسل
الرجل الشرس
1996 - فيلم
المعلم زبون البار
ألف ليلة وليلة: فضل الله ووردانه
1996 - مسلسل
أيام الغربة
1996 - مسلسل
بخيت وعديلة 2: الجردل والكنكة
1996 - فيلم
بيت الجمالية
1996 - مسلسل
بيت العيلة
1996 - مسلسل
ترويض الشرسة
1996 - مسلسل
حارة المحروسة
1996 - مسلسل
حواء والتفاحة
1996 - مسلسل
رسالة خطرة / دكتوراه في الحب
1996 - مسلسل
شقة الحرية
1996 - مسلسل
كنز الكنوز
1996 - مسلسل - فوازير
نقوش من ذهب ونحاس
1996 - مسلسل
اثنين تحت الصفر
1995 - مسلسل
اثنين في واحد
1995 - مسلسل
أحلام...كو
1995 - مسلسل
رجل الندوة
البراري والحامول
1995 - مسلسل
الزيني بركات
1995 - مسلسل
من البصاصين
الستات ما يعملوش كده
1995 - مسلسل
الفرسان
1995 - مسلسل
المال والبنون ج2
1995 - مسلسل
المضحكون
1995 - مسلسل - فوازير
الناس الطيبين
1995 - مسلسل
أنا اللي أستاهل
1995 - مسلسل
أولاد الأصول
1995 - مسلسل
ساكن قصادي ج1
1995 - مسلسل
شيء في صدري
1995 - مسلسل
على باب الوزير
1995 - مسلسل
جزار
من أطلق هذه الرصاصة
1995 - فيلم
الاختبار
1994 - مسلسل
الشراقي
1994 - مسلسل
الطوفان
1994 - مسلسل
القاتل هو
1994 - مسلسل
اللون الأخضر
1994 - سهرة تليفزيونية
أم هلال في القاهرة
1994 - مسلسل
أنا والنظام وهواك
1994 - مسرحية
رياح الخوف
1994 - مسلسل
ستة على اليمين
1994 - مسلسل
سرقوا أم علي
1994 - فيلم
شرخ في جدار الحب
1994 - مسلسل
عزبة القرود
1994 - مسلسل
عمر بن عبدالعزيز
1994 - مسلسل
قلب الأسد
1994 - مسلسل
عتريس سائق داليا
قلبي ليس في جيبي
1994 - مسلسل
لا
1994 - مسلسل
ليالي الحب والثأر
1994 - مسلسل
ينبوع الغضب
1994 - مسلسل
المعلم صاحب اللوكاندة
يوميات ونيس ج1
1994 - مسلسل
١٣١ أشغال
1993 - فيلم
البحث عن زوج
1993 - مسلسل
الثعلب
1993 - مسلسل
السحت
1993 - مسلسل
اللعبة القذرة
1993 - فيلم
أهل الطريق
1993 - مسلسل
درس العمر
1993 - مسلسل
دموع صاحبة الجلالة
1993 - مسلسل
خادم الملك
ذئاب الجبل
1993 - مسلسل
زهار
سفينة الحب والعذاب
1993 - فيلم
محمود - والد حسن
عصر الفرسان
1993 - مسلسل
غاضبون وغاضبات
1993 - مسلسل
في بيتنا حسنين
1993 - مسرحية
قشتمر
1993 - مسلسل
قطرات ندى
1993 - سهرة تليفزيونية
محمود
لا يا عنف: دعوة للحب
1993 - فيلم
رجل في المولد
لم يكن أبدا لها
1993 - مسلسل
ليالي الغربة
1993 - مسلسل
مطاردة في الممنوع
1993 - فيلم
ناس ولاد ناس
1993 - مسلسل
الشاويش
يوميات فكري أباظة (حواديت فكري أباظة)
1993 - مسلسل
2 ضد القانون
1992 - فيلم
أخويا هايص وأنا لايص
1992 - مسرحية
من أفراد أمن السيناتور
البحث عن عبده
1992 - مسلسل
خال عبده الجزار
البلدوزر
1992 - فيلم
السوق
1992 - مسلسل
العرضحالجي
1992 - مسلسل
الغول
1992 - مسلسل
القضاء في الإسلام ج3
1992 - مسلسل
الوقف
1992 - مسلسل
أيام الغياب
1992 - مسلسل
بوابة الحلواني ج1
1992 - مسلسل
جنة حتحوت
1992 - مسلسل
صراع الزوجات
1992 - فيلم
صاحب البيت
علي عليوة
1992 - مسلسل
محسوب السائق
في المرآة
1992 - مسلسل
ليالي الحلمية ج4
1992 - مسلسل
شاملي
وما زال النيل يجري
1992 - مسلسل
دياب
البريمو
1991 - مسلسل
الحب والرعب
1991 - فيلم
احد رجال كامل بيه
اللعبة المجنونة
1991 - مسلسل
النوّة
1991 - مسلسل
رحلة أبو الوفا
1991 - مسلسل
سحور على مائدة أشعب
1991 - مسلسل
شاويش نص الليل
1991 - فيلم
المخبر حسنين
عجايب صندوق الدنيا
1991 - مسلسل - فوازير
ضيف شرف
مسجل خطر
1991 - فيلم
عتريس
ناس هذا الزمن
1991 - مسلسل
ابناء الغربة
1990 - سهرة تليفزيونية
ابن مين بسلامته
1990 - فيلم
أحلام في الهواء
1990 - مسلسل
اقتل مراتي و لك تحياتي
1990 - فيلم
البخيل وأنا
1990 - مسلسل
هريدي
البعض يتسلّق الهرم
1990 - مسلسل
العزف على أوتار ممزقة
1990 - مسلسل
العفاريت
1990 - فيلم
بائع مخدرات الهروين ب 5 ملايين جنية
الغفران
1990 - مسلسل
ألف ليلة وليلة: حمال الأسية
1990 - مسلسل
النصاب والكلب
1990 - فيلم
الهربان
1990 - مسرحية
الوسية
1990 - مسلسل
عتريس
إنفجار
1990 - فيلم
أيام الحب والغضب
1990 - مسلسل
ضحى
1990 - مسلسل
عالم ورق ورق ورق
1990 - مسلسل - فوازير
ليالي الحلمية ج3
1990 - مسلسل
شاملي
مذكرات زوج
1990 - مسلسل
مغامرات زكي الناصح
1990 - مسلسل
نقطة تحول
1990 - مسلسل
هي وغيرها
1990 - مسلسل
يوميات مدينة على النيل
1990 - مسلسل
الحقونا
1989 - فيلم
الرجاء التزام الهدوء
1989 - مسلسل
الغابة
1989 - مسلسل
ألف ليلة وليلة: الأشكيف وست الملاح
1989 - مسلسل
الماضي يأتي غدًا
1989 - مسلسل
المرشد
1989 - فيلم
المخبر
الورثة
1989 - مسرحية
امرأة في دوامة
1989 - مسلسل
أمينة
1989 - مسلسل
أنا وانت وبابا في المشمش
1989 - مسلسل
عطا الله
أهلا يا جدو العزيز
1989 - مسلسل
بعد العاصفة
1989 - مسلسل
حدث في بيت القاضي
1989 - مسلسل
دعوة للحياة
1989 - مسلسل
رجال في المصيدة
1989 - مسلسل
رحلة فطوطة السحرية
1989 - مسلسل
طارق من السماء
1989 - مسلسل
كلاكيت آخر مرة
1989 - سهرة تليفزيونية
لؤلؤ وأصداف
1989 - مسلسل
ليالي الحلمية ج2
1989 - مسلسل
شاملي
محاكمة الجيل
1989 - مسلسل
مؤلفة واقعية جدا
1989 - سهرة تليفزيونية
ناس وناس ج1
1989 - مسلسل
أرباب سوابق
1988 - فيلم
البيت الكبير
1988 - مسلسل
الدنيا على جناح يمامة
1988 - فيلم
متولي - مدرب الكاراتيه
الفدّان الأخير
1988 - مسلسل
المشاغب ستة
1988 - فيلم
أيام الرعب
1988 - فيلم
ثمار الشوك
1988 - مسلسل
خطة بعيدة المدى
1988 - فيلم
رأفت الهجان ج1
1988 - مسلسل
سائق النقل
صابر يا عم صابر
1988 - مسلسل
غرباء في المدينة
1988 - مسلسل
نار ودخان
1988 - مسلسل
البشاير
1987 - مسلسل
عتريس
الزوجة أول من يعلم
1987 - مسلسل
الساقية تدور
1987 - مسلسل
القانون لا يعرف عائشة
1987 - فيلم
القضاء في الإسلام ج1
1987 - مسلسل
المشروع
1987 - سهرة تليفزيونية
خليل بعد التعديل
1987 - فيلم
موظف البنك
خمسة خمسة
1987 - مسلسل
رحلة في نفوس البشر
1987 - مسلسل
رفاعة الطهطاوي
1987 - مسلسل
سكة الصابرين
1987 - مسلسل
صائمون والله أعلم
1987 - مسلسل
غابة من الرجال
1987 - فيلم
شحاته - مشرف المزرعة
غداً تدق الأجراس
1987 - مسلسل
فارس وبني خيبان
1987 - مسرحية
كوم الدكة
1987 - مسلسل
ليالي الحلمية ج1
1987 - مسلسل
مخبر
وكسبنا القضية
1987 - مسلسل
الإنتقام
1986 - فيلم
رجب
الأنصار
1986 - مسلسل
الطاحونة ج2
1986 - مسلسل
الكابتن جودة
1986 - مسلسل
المحترفون
1986 - فيلم
جذور في الهواء
1986 - فيلم
من الزبانية
حواديت كل يوم
1986 - مسلسل
دورية نص الليل
1986 - فيلم
رحلة السيد أبو العلا البشري
1986 - مسلسل
عفوا يا هانم
1986 - مسرحية
فوتوغرافيا
1986 - مسلسل
الأبناء
1985 - مسلسل
الحياة مرة أخرى
1985 - مسلسل
ألف ليلة وليلة: عروس البحور
1985 - مسلسل - فوازير
زنجير
الكيف
1985 - فيلم
مسئول التعذيب
المحروسة ٨٥
1985 - مسلسل
المطارد
1985 - فيلم
المنتقمون
1985 - فيلم
صاحب اللوكانده
بلاد السعادة
1985 - مسلسل
تجار السموم
1985 - فيلم
من العصابة
جحا يحكم المدينة
1985 - مسرحية
حكايات هو وهي
1985 - مسلسل
صح النوم
1985 - مسلسل
علي الزيبق
1985 - مسلسل
من العياق
قطار العمر السريع
1985 - سهرة تليفزيونية
2 على الطريق
1984 - فيلم
أجمل الزهور
1984 - مسلسل
الاحباب والمصير
1984 - مسلسل
التخشيبة
1984 - فيلم
شحاتة - البواب
الجلاد والحب
1984 - مسلسل
السنين
1984 - مسلسل
ألف ليلة وليلة
1984 - مسلسل
أهلا أهلا بالسكان
1984 - مسلسل
بحر الأوهام
1984 - فيلم
رحلة المليون
1984 - مسلسل
عتريس
عصفور في القفص
1984 - مسلسل
غابة من الأسمنت
1984 - مسلسل
غداَ تتفتح الزهور
1984 - مسلسل
في قافلة الزمان
1984 - مسلسل
لمن يهمه الأمر
1984 - مسلسل
الاحتياط واجب
1983 - فيلم
الصياد والحب
1983 - مسلسل
زواج سعيد جدا
1983 - سهرة تليفزيونية
عابر سبيل
1983 - مسلسل
عالم عم أمين
1983 - مسلسل
عصر الحب
1983 - مسلسل
نهاية العالم ليست غدًا
1983 - مسلسل
أديب
1982 - مسلسل
النديم
1982 - مسلسل
عندما تحب المرأة
1982 - مسلسل
غريب في بيتي
1982 - فيلم
عسكرى قسم الأزبكية
فتوات بولاق
1981 - فيلم
لك يوم يا زوربا
1981 - مسرحية
مليون في العسل
1981 - مسلسل
دموع في عيون وقحة
1980 - مسلسل
أمن في مبنى المخابرات
الأيام
1979 - مسلسل
العملاق
1979 - مسلسل
طيور بلا أجنحة
1979 - مسلسل
المشربية
1978 - مسلسل
من رجال شحاتة العايق
اللعب في الممنوع
1977 - مسلسل - تمثيلية
حكاية ميزو
1977 - مسلسل
قلوب فقدت الحب
1977 - مسلسل - سباعية
أبو الفوارس
0 - مسلسل
إجري إجري
0 - مسلسل - اذاعي
أدركني يا دكتور
0 - مسلسل
الأشقاء الثلاثة
0 - مسلسل
الأيام الخضراء
0 - سهرة تليفزيونية
التوأم
0 - سهرة تليفزيونية
الحب والثمن
0 - مسلسل
الدنيا ماشية كده
0 - فيلم
الرجاء انقاذ عبدالمتجلي
0 - مسرحية
الزمار
0 - سهرة تليفزيونية
الزوايا
0 - سهرة تليفزيونية
الكابتن والوردة
0 - سهرة تليفزيونية
اللقاء المثير
0 - سهرة تليفزيونية
المهاجر
0 - فيلم
النسيم العليل عليل
0 - سهرة تليفزيونية
الهويس
0 - مسلسل
الوهم
0 - سهرة تليفزيونية
أيام الخوف
0 - سهرة تليفزيونية
تغريبة بني هلال
0 - مسلسل
جاهز وتفصيل
0 - سهرة تليفزيونية
جبال الصبر
0 - مسلسل
رحلة الخوف والحنان
0 - سهرة تليفزيونية
رحلة في عالم مجنون
0 - مسلسل
رد اعتبار
0 - سهرة تليفزيونية
رفع الستار
0 - مسلسل
سحابة من الماضي
0 - مسلسل
سواق التاكسي
0 - سهرة تليفزيونية
شاطئ الأربعين
0 - سهرة تليفزيونية
شمس الخريف
0 - مسلسل
شيء من الخوف
0 - مسلسل
صاحبة العصمة
0 - سهرة تليفزيونية
صفحة من كتاب الحب
0 - سهرة تليفزيونية
صور غريبة
0 - مسلسل
طلقة في الظلام
0 - سهرة تليفزيونية
عاشق الربابة
0 - سهرة تليفزيونية
عباس وحكايته مع الناس
0 - مسلسل
عرف كيف يموت
0 - سهرة تليفزيونية
عيد ميلاد بعد الستين
0 - سهرة تليفزيونية
غريب الحي
0 - مسلسل
فجر ليل طويل
0 - مسلسل
قطر الندى
0 - سهرة تليفزيونية
كان ولم يزل
0 - سهرة تليفزيونية
لماضه
محاكمة عيدان القصب
0 - سهرة تليفزيونية
محروس صائد الرؤوس
0 - مسرحية
مدرسة عمو فؤاد
0 - مسلسل - فوازير
ممنوع بأمر الاولاد
0 - سهرة تليفزيونية
مهر العروسة
0 - سهرة تليفزيونية
نار
0 - سهرة تليفزيونية
نجم العائلة
0 - سهرة تليفزيونية
نفوسة
0 - سهرة تليفزيونية
نور الحياة
0 - مسلسل - اذاعي
همس الكناريا
0 - سهرة تليفزيونية
ولا في الأحلام
0 - سهرة تليفزيونية
يا نطرة رخي رخي
0 - سهرة تليفزيونية